# Kosciuscola
Kosciuscola is een geslacht van rechtvleugeligen uit de familie veldsprinkhanen (Acrididae). De wetenschappelijke naam van dit geslacht is voor het eerst geldig gepubliceerd in 1934 door Sjöstedt.

## Soorten
Het geslacht Kosciuscola omvat de volgende soorten:
- Kosciuscola cognatus Rehn, 1957
- Kosciuscola cuneatus Rehn, 1957
- Kosciuscola tasmanicus Rehn, 1957
- Kosciuscola tristis Sjöstedt, 1934
- Kosciuscola usitatus Rehn, 1957